# Luojiang (köpinghuvudort i Kina, Tibet Autonomous Region, lat 29,11, long 89,26)
Luojiang (kinesiska: 洛江, 洛江镇) är en köpinghuvudort i Kina. Den ligger i den autonoma regionen Tibet, i den sydvästra delen av landet, omkring 190 kilometer väster om regionhuvudstaden Lhasa. Antalet invånare är 7 243. Befolkningen består av 3 449 kvinnor och 3 794 män. Barn under 15 år utgör 23,0 %, vuxna 15-64 år 71 %, och äldre över 65 år 5,0 %.
Runt Luojiang är det glesbefolkat, med 16 invånare per kvadratkilometer. Närmaste större samhälle är Luobuqiongzi, 6,9 km norr om Luojiang. Trakten runt Luojiang består i huvudsak av gräsmarker.
Genomsnittlig årsnederbörd är 600 millimeter. Den regnigaste månaden är juli, med i genomsnitt 201 mm nederbörd, och den torraste är januari, med 2 mm nederbörd.